# 那加手力町
那加手力町（なかてぢからちょう）は、岐阜県各務原市の地名。丁番を持たない単独町名である。

## 地理
各務原市の那加地区に属する。
町域の東部は那加西市場町、那加山後町、西部は那加長塚町、那加山後町、南部は那加石山町、那加長塚町、北部は那加山後町である。

## 歴史
1944年（昭和19年）2月11日、稲葉郡那加町大字長塚の一部をもって、手力町が成立。1963年（昭和38年）4月1日に各務原市の発足に伴い那加手力町に改称する。

## 世帯数と人口
2024年（令和6年）10月1日現在の世帯数と人口は以下の通りである。
| 丁目     | 世帯数 | 人口 |
| -------- | ------ | ---- |
| 那加元町 | 29世帯 | 72人 |

## 小・中学校の学区
市立小・中学校に通う場合、学区は以下の通りとなる。尚、那加手力町の自治会は山後町自治会、長塚町自治会である。
| 番・番地等 | 小学校                   | 中学校               |
| ---------- | ------------------------ | -------------------- |
| 全域       | 各務原市立那加第一小学校 | 各務原市立那加中学校 |

## 主な施設
- 各務原市立那加第一小学校
- 那加保育園
- 那加西福祉センター
- 各務原市桜体育館
- 旧・岐阜県立岐阜女子商業高等学校
- 手力雄神社